# Oraniermonument

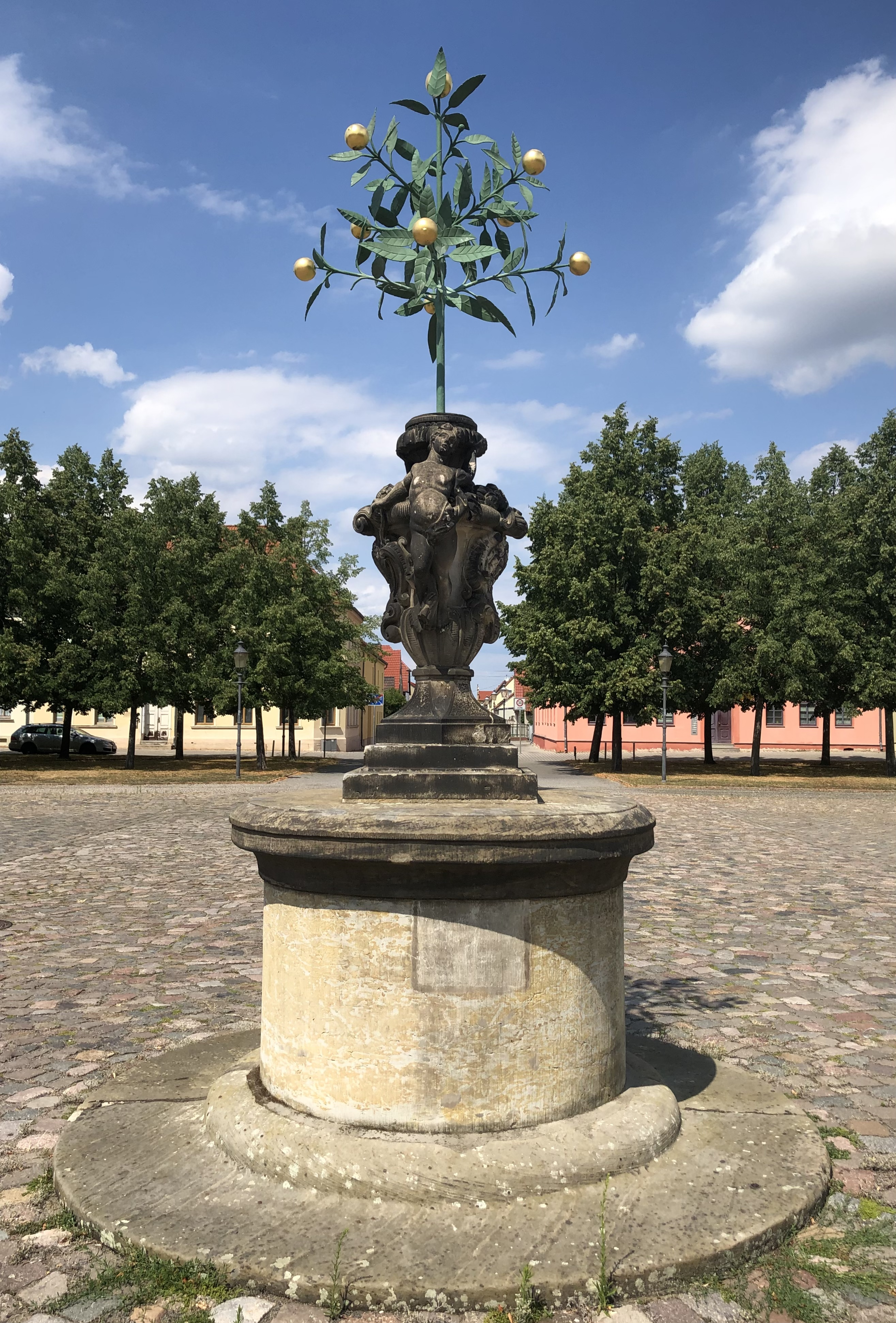
Oraniermonument im Jahr 2022

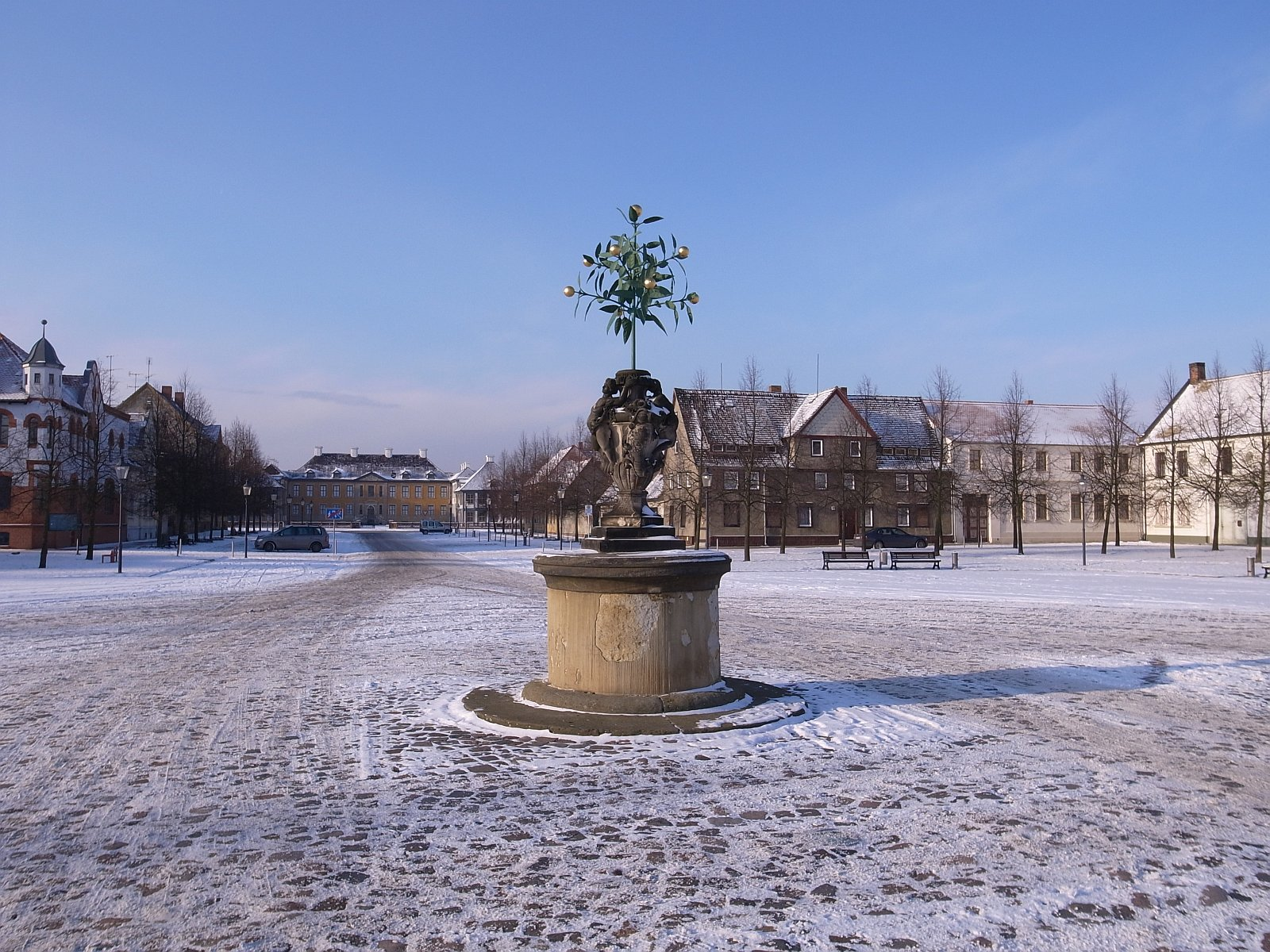
2009

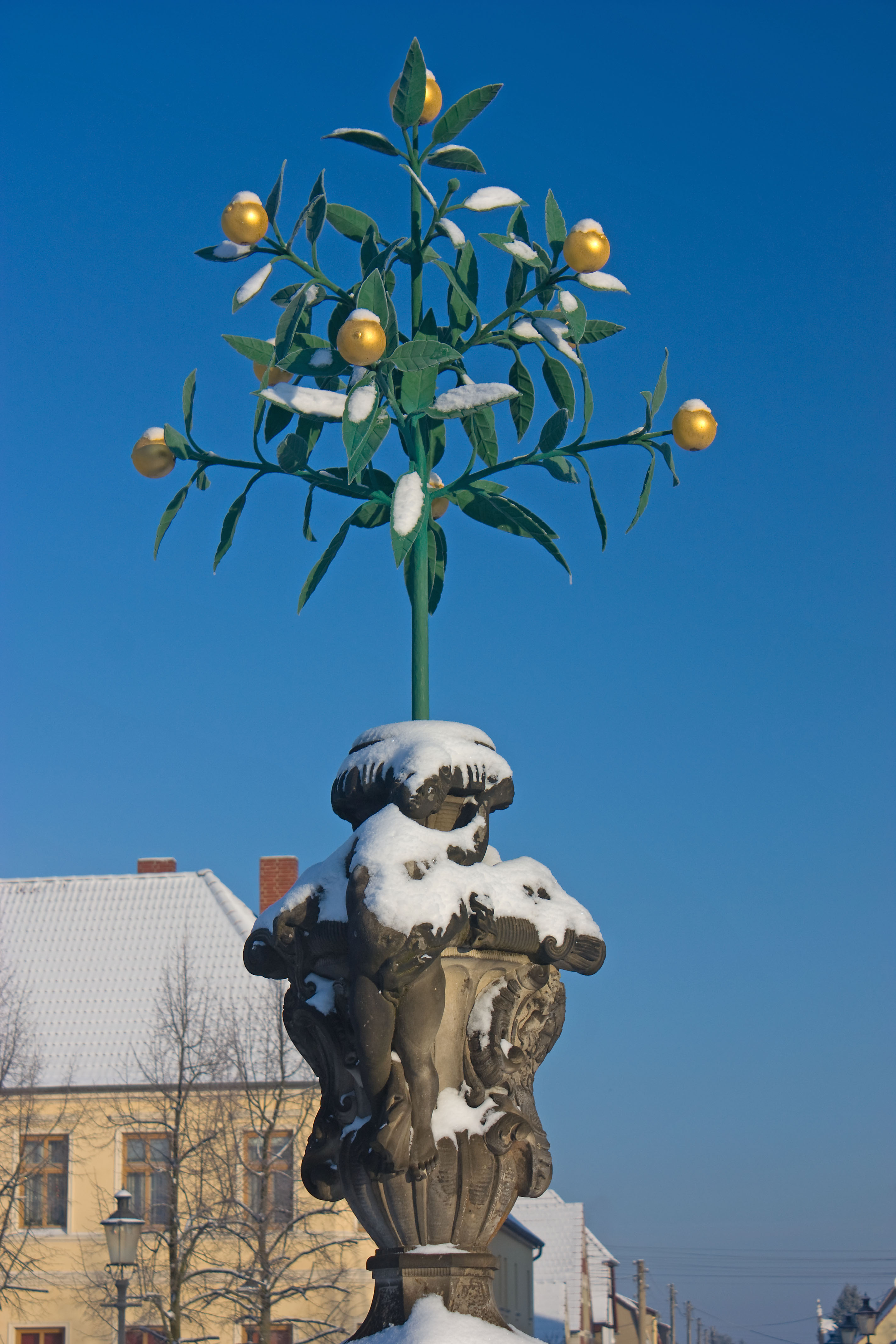
Orangenbaum im Schnee, 2011

Das Oraniermonument, auch Orangenbaum, ist ein denkmalgeschütztes Denkmal in Oranienbaum-Wörlitz in Sachsen-Anhalt. Es gilt als Wahrzeichen von Oranienbaum.

## Lage
Das Denkmal steht im Zentrum des Ortsteils Oranienbaum, mittig auf dem quadratisch angelegten Markt der Stadt. Nach Osten besteht eine Sichtachse zum Schloss Oranienbaum.

## Gestaltung und Geschichte
Ursprünglich soll sich an der Stelle des Denkmals ein Brunnen befunden haben. Bereits 1719 ist auf einem Plan am heutigen Standort des Monuments ein Orangenbaum eingetragen. Das heutige Denkmal ist im Stil des Barocks gestaltet. Die genaue Entstehungszeit ist unklar. Die unterschiedlichen Angaben variieren zwischen um 1690, um 1700 bzw. der Zeit zwischen 1710 und 1719. Auf einem runden Sockel steht ein Podest in Zylinderform, das wohl an einen Altar aus der Antike anknüpfen soll. Auf dem Podest steht eine aus Sandstein gefertigte und üppig verzierte Vase. Nach Westen zum Schloss hin trägt sie das Wappen Anhalts und zur Stadt hin das Oraniens. Die Wappendarstellung sind typisch für das Spätbarock in bewegten Formen gearbeitet und klingen in Ohrmuschelwerk aus. Seitlich sind als Genien zwei üppige Frauengestalten angeordnet, die wie Henkel angesetzt sind. Nach oben ragt aus der Vase ein schmiedeeiserner Orangenbaum, mit neun grün gestrichenen, angeschraubten Ästen und vielen Blättern hervor. Am Ende der Äste und an der Spitze des Baums befindet sich jeweils eine vergoldete Frucht. Der Baum selbst ist 1,55 Meter hoch bei einem Durchmesser von 1,30 Metern. Der Orangenbaum ist das Wappenzeichen des Hauses Oranien. Die Zahl der Früchte könnte auf die zehn Kinder der Fürstin Henriette Catharina von Oranien-Nassau, der Gründerin der Stadt Oranienbaum, hinweisen. Die Baumskulptur dürfte eine Arbeit aus der Mitte des 19. Jahrhunderts gewesen sein. Der heutige Orangenbaum ist jedoch eine 1997 aufgesetzte Replik. Das Original befindet sich in der Plastik-Sammlung der Kulturstiftung Dessau-Wörlitz im Grauen Haus in Wörlitz.
Das Monument wird von vier Strahlern angeleuchtet.
Im örtlichen Denkmalverzeichnis ist das Denkmal unter der Erfassungsnummer 094 40405 als Baudenkmal eingetragen. Auch 2020 wurde das Denkmal noch als Baudenkmal geführt. Im Jahr 2022 wurde es jedoch, wohl versehentlich, im Denkmalinformationssystem des Landes Sachsen-Anhalt nicht mehr genannt.